# Sue Townsend
Susan Lillian »Sue« Townsend, angleška pisateljica, dramatičarka in publicistka, * 2. april 1946, Leicester, Anglija, Združeno kraljestvo, † 10. april 2014, Leicester.
Zaslovela je s satirično serijo knjig o najstniku Jadranu Krtu (v izvirniku angleško Adrian Mole) in njegovem odraščanju v thatcherjevski dobi.

## Življenjepis
Rodila se je v delavski družini sredi Anglije. Šola ji ni bila v veselje, brati jo je namesto tega naučila mati, ko je nekoč zaradi bolezni izostala od pouka. Takrat je pridobila ljubezen do književnosti in pisanja. Pri petnajstih je pustila šolo in opravljala različne nekvalificirane poklice. Tri leta kasneje se je poročila s kovinarjem, ki pa jo je kmalu zapustil s tremi otroki, zato se je morala preživljati kot mati samohranilka. Kljub temu je vztrajala pri pisanju. Njen drugi partner jo je spodbudil, da je pričela obiskovati pisateljsko skupino v leicesterskem umetniškem centru, kjer je nastalo njeno prvo delo, gledališka igra Womberang. Z njo je zmagala na lokalnem tekmovanju in se resneje posvetila pisanju.
Lik Jadrana Krta je nastal v začetku 1980. let, vanj je vlila svoje izkušnje z družbenega dna in politično prepričanje (bila je zaprisežena socialistka). Napisala je radijsko igro The Diary of Nigel Mole, Aged 13¼, ki jo je hiša BBC predvajala na novo leto 1982, kar je Townsendovi prineslo pogodbo za knjigo. Dnevniški roman The Secret Diary of Adrian Mole, Aged 13¾ (v slovenskem prevodu Vasje Cerarja Skrivni dnevnik Jadrana Krta, starega 13 3/4) je izšel septembra istega leta in takoj postal uspešnica, v enem letu prodana v milijon izvodih. Kasneje je napisala še več nadaljevanj ter drugih del s podobnim motivom in postala prodajno najuspešnejša britanska avtorica svojega časa. Njene knjige so bile prevedene v 48 jezikov in prodane v več kot 10 milijonih izvodov.
Njen uspeh so zasenčile težave z zdravjem. Prvi znak hude sladkorne bolezni, ki se ji je razvila sredi 1980. let, je bil srčni napad še pred dopolnjenim 40. letom starosti. Za diabetesom je trpela ves preostanek življenja. Zaradi artritisa je bila priklenjena na invalidski voziček, osebno pa jo je bolj prizadela izguba vida, zaradi česar je ustvarjala ob pomoči sina, ki je pisal po njenem nareku. Umrla je zaradi kapi na svojem domu v začetku aprila 2014.

## Dela

### Serija o Jadranu Krtu
- The Secret Diary of Adrian Mole, Aged 13¾ (1982) - Skrivni dnevnik Jadrana Krta, starega 13 3/4 (COBISS)
- The Growing Pains of Adrian Mole (1984) - Rastoče težave Jadrana Krta (COBISS)
- The True Confessions of Adrian Albert Mole (1989) - Resnične izpovedi Jadrana Alberta Krta, Margarete Hilde Roberts in Susan Lilian Townsend (COBISS)
- Adrian Mole: From Minor to Major (1991) - zbirka prvih treh knjig, vključuje dodatno zgodbo Adrian Mole and the Small Amphibians.
- Adrian Mole: The Wilderness Years (1993) - Jadran Krt. Divja leta (COBISS)
- Adrian Mole: The Cappuccino Years (1999) - Jadran Krt pije kapučino (COBISS)
- Adrian Mole and the Weapons of Mass Destruction (2004) - Jadran Krt in množično uničenje (COBISS)
- The Lost Diaries of Adrian Mole, 1999–2001 (2008) - Izgubljeni dnevniki Jadrana Krta : 1999-2001 (COBISS)
- Adrian Mole: The Prostrate Years (2009) - Jadran Krt. Leta ponižnosti (COBISS)

Poleg navedenih prevodov je v Sloveniji izšlo še več drugih natisov.

### Drugi romani
- Rebuilding Coventry (1988)
- The Queen and I (1992)
- Ghost Children (1997)
- Number Ten (2002)
- Queen Camilla (2006)
- The Woman Who Went to Bed for a Year (2012)

### Gledališke igre
- Womberang (Soho Poly – 1979)
- The Ghost of Daniel Lambert (Leicester Haymarket Theatre – 1981)
- Dayroom (Croydon Warehouse Theatre – 1981)
- Captain Christmas and the Evil Adults (Phoenix Arts Theatre – 1982)
- Bazaar and Rummage (Royal Court Theatre – 1982)
- Groping for Words (Croydon Warehouse – 1983)
- The Great Celestial Cow (Royal Court Theatre and tour – 1984)
- The Secret Diary of Adrian Mole aged 13¾-The Play (Leicester Phoenix – 1984)
- Ear Nose And Throat (National large scale tour Good Company Theatre Productions - 1988)
- Disneyland it Ain't (Royal Court Theatre Upstairs – 1989)
- Ten Tiny Fingers, Nine Tiny Toes (Library Theatre, Manchester – 1989)
- The Queen and I (Vaudeville Theatre – 1994, na turneji po Avstraliji poleti 1996 pod naslovom The Royals Down Under)

### Neleposlovje
- Mr Bevan's Dream: Why Britain Needs Its Welfare State (1989)
- The Public Confessions of a Middle-Aged Woman (2001)